# Ján Novota
Ján Novota (Matúškovo, 29 november 1983) is een Slowaaks voetballer die sinds 2011 als doelman speelt bij het Oostenrijkse Rapid Wien. In 2014 debuteerde hij in het Slowaaks voetbalelftal.

## Clubcarrière
Op 10-jarige leeftijd speelde Novota op amateurbasis in de jeugdselectie van de niet-professionele voetbalclub OFC Matúškovo uit zijn geboortestad. In 1997 verliet hij OFC en sloot hij zich aan bij een voetbalclub in Galanta, gelegen in hetzelfde district als Matúškovo. Bij FC Senec tekende Novota zijn eerste professionele contract; bij de club speelde hij in jeugdelftallen reeds in de periode tussen 2002 en 2005. In 2007 maakte Novota zijn debuut in de professionele voetbaldivisie van Slowakije, de Corgoň liga. Na de fusie in 2008 met DAC 1904 Dunajská Streda speelde hij aldaar twee seizoenen. In de zomer van 2010 verruilde hij DAC voor het Panserraikos FC, dat uitkwam in de hoogste divisie van het Griekse voetbalsysteem. Het betrof een transfervrije overgang. In het seizoen 2010/11 zat hij vijftien maal op de reservebank en kwam hij in de competitie geen moment in actie; in de eerste maand van 2011 reisde Novota terug naar Slowakije, naar DAC Dunajská Streda. Van februari tot mei kwam hij tot vijftien competitieduels. Op 12 juli 2011 maakte Rapid Wien, een Oostenrijkse voetbalclub – de meest succesvolle, met 32 landstitels – de overstap van Novota bekend. Hij tekende een contract voor twee jaar, met een optie tot verlenging. Op 10 september maakte hij zijn competitiedebuut in het duel tegen SV Mattersburg, dat in een 1–1 gelijkspel eindigde. Geleidelijk ontwikkelde hij zich tot vaste kracht in het basiselftal; in het seizoen 2013/14 speelde hij 34 van de 36 wedstrijden. Na het seizoen 2013/14 eindigde Novota in het seizoen 2014/15 opnieuw op de tweede plaats van de nationale competitie, met nu 29 gespeelde wedstrijden.

## Interlandcarrière
In mei 2014 werd Ján Novota door bondscoach Ján Kozák voor het eerst opgeroepen voor het Slowaaks voetbalelftal. Op 23 mei maakte hij daadwerkelijk zijn debuut in de vriendschappelijke wedstrijd tegen Montenegro. Na rust verving hij Martin Dúbravka en zag hij in de 85ste minuut Erik Jendrišek de beslissende 2–0 maken. Op 17 november 2015 kwam Novota opnieuw in actie, nu in een oefenduel tegen IJsland (3–1 winst), dat zich net als Slowakije eerder in het najaar van 2015 plaatste voor het Europees kampioenschap in het volgende kalenderjaar. Slowakije werd in de achtste finale van het toernooi uitgeschakeld door Duitsland (0–3); Novota kwam niet in actie.